# わたしの見ている世界が全て
『わたしの見ている世界が全て』（わたしのみているせかいがすべて、LONELY GLORY）は、2023年3月31日公開の日本映画。監督は佐近圭太郎。

## キャスト
- 森田想
- 中村映里子
- 中崎敏
- 熊野善啓
- 松浦祐也
- 川瀬陽太
- カトウシンスケ
- 小林リュージュ
- 堀春菜
- 三村和敬
- 新谷ゆづみ

## スタッフ
- 監督 - 佐近圭太郎
- 脚本 - 末木はるみ、佐近圭太郎
- 編集 - 佐近圭太郎
- 原案 - 中川龍太郎
- 撮影 - 村松良
- 照明 - 加藤⼤輝
- 録音 - 伊⾖⽥廉明
- 音楽 - 大橋征人
- ヘアメイク - タカダヒカル
- 衣裳 - 若槻萌美
- スチール - 髙木美佑
- 助監督 - 内田新
- 制作担当 - 石渡友作
- 美術 - 畠智哉
- エグゼクティブプロデューサー - 石川俊一郎、木ノ内輝
- プロデューサー - 福田涼介、石森剛史
- 配給 - Tokyo New Cinema
- 制作 - Tokyo New Cinema